# Aud Egede-Nissen
Aud Richter (født Egede-Nissen, 30. maj 1893 i Bergen – 15. november 1974 i Oslo) var en norsk skuespiller, der blev kendt fra sine optrædener i mange tyske film i begyndelsen af det 20. århundrede. 
Egede-Nissen var datter af den norske politiker Adam Egede-Nissen. Søsteren Gerd var også skuespiller.
Hun debuterede i 1913 i den danske instruktør Bjørn Bjørnsons film Scenens Børn. I 1916 optrådte hun i Otto Ripperts science fiction-værk i seks dele, Homunculus. Gennem sin karriere samarbejdede hun med mange instruktører fra den tidlige tyske filmscene – bl.a. Ernst Lubitsch, Fritz Lang, Friedrich Wilhelm Murnau, Karl Grune og Gerhard Lamprecht. Hendes karriere stoppede, da stumfilmens blev overhalet indenom af film med lyd. 
I perioden fra 1949 til 1942 drev hun Søilen Teater i Oslo som intimscene.
Aud Richter var gift to gange; først med Georg Alexander og senere med Paul Richter. Parret fik en søn, Georg Richter, der også blev skuespiller og senere filmproducent.

## Filmografi (udvalg)
- Scenens Børn (1913)
- Lyset, der svandt (1914)
- Paulines Drøm (1914)
- Søstrene Corodi (1914)
- Den maskerede bande (1928)
- Frøken Statsadvokat (1929)
- Eskimo (1930)